# Accordo anglo-persiano (1919)
L'accordo anglo-persiano coinvolse la Gran Bretagna e la Persia e si concentrava sui diritti di perforazione della compagnia petrolifera anglo-persiana. L'"accordo" fu emesso dal ministro degli esteri britannico, Lord Curzon, al governo persiano nell'agosto 1919. Non fu mai ratificato dal Majlis (parlamento persiano).
Dopo la rivoluzione bolscevica del 1917, il nuovo governo sovietico abbandonò l'ex sfera d'influenza russa nelle cinque province settentrionali dell'Iran, marchiando il concetto come "imperialismo zarista". La Gran Bretagna era la potenza rimasta nella regione e Curzon sperava di fare dell'Iran non un protettorato ma uno Stato cliente della Gran Bretagna e di nessun'altra grande potenza.
Il documento dava una garanzia di accesso britannico a tutti i giacimenti petroliferi iraniani. In cambio gli inglesi avrebbero:
- Fornito munizioni e attrezzature per un esercito addestrato dai britannici
- Fornito un prestito di 2 milioni di sterline per le "riforme necessarie"
- Revisione della tariffa doganale
- Rilevazione e costruzione di ferrovie.

Il documento venne tacciato in tutto il mondo come egemonico, soprattutto negli Stati Uniti, che avevano anche progetti per l'accesso ai giacimenti petroliferi iraniani. Alla fine, l'accordo anglo-persiano fu formalmente cancellato dal Majlis il 22 giugno 1921.